# بردفورد کاکس
بردفورد کاکس (انگلیسی: Bradford Cox؛ زادهٔ ۱۵ مهٔ ۱۹۸۲) یک ترانه‌سرا، خواننده، موسیقی‌دان و هنرپیشه اهل ایالات متحده آمریکا است. وی از سال ۲۰۰۱ میلادی تاکنون مشغول فعالیت بوده‌است.
او به‌طور مادرزادی مبتلا به سندرم مارفان است و خودش اعلام کرده است که همجنس‌گرا است.
از فیلم‌ها یا برنامه‌های تلویزیونی که وی در آن نقش داشته است می‌توان به باشگاه خریداران دالاس اشاره کرد.